# Obielmo
Obielmo (łac. perysperma) – tkanka zapasowa nasion niektórych roślin okrytonasiennych znajdująca się pomiędzy łupiną nasienną a bielmem (zazwyczaj). Stąd nazwa obielmo, czyli otoczka bielma. Obielmo ma marginalne znaczenie i jest pozostałością części ośrodka (nucellusa) leżącej tuż pod osłonkami (integumentami) zalążka. Obielmo jako tkanka wywodząca się od sporofitu macierzystego (rośliny kwitnącej) ma diploidalną liczbę chromosomów (2n). W nasionach wielu gatunków obielmo nie występuje, gdyż u nich ośrodek zostaje w całości zresorbowany przez bielmo, rzadziej przez zarodek. U nagozalążkowych obielma brak, gdyż tam ośrodek w całości zostaje zresorbowany przez bielmo pierwotne.